# Wiktoria Badeńska
Wiktoria Badeńska, właśc. Sophia Maria Victoria (ur. 7 sierpnia 1862 w Karlsruhe, zm. 4 kwietnia 1930 w Rzymie) – królowa Szwecji, żona Gustawa V. 

## Życiorys
Miała duży wpływ na swojego męża i jego proniemieckie sympatie. Jako jedna z pierwszych szwedzkich królowych otrzymała prawo noszenia Królewskiego Orderu Serafinów.

## Rodzina

### Przodkowie
Wiktoria była córką Fryderyka I, wielkiego księcia badeńskiego w latach 1856–1907 i jego żony Ludwiki Marii, księżniczki pruskiej.
Jej dziadkami ze strony ojca byli: wielki książę Badenii Leopold oraz jego żona Zofia Wilhelmina Oldenburg, córka króla szwedzkiego Gustawa IV Adolfa. Rodzicami jej matki byli: król Prus Wilhelm I Hohenzollern oraz Augusta Sachsen-Weimar, księżniczka weimarska.

### Małżeństwo
20 września 1881 Wiktoria poślubiła księcia Gustawa V, późniejszego króla Szwecji. 8 grudnia 1907 po śmierci swojego teścia Oskara II, została wraz z mężem koronowana w Storkyrkan – katedrze sztokholmskiej. Wiktoria i Gustaw V mieli trzech synów:
- Gustaw VI Adolf (1882–1973), król Szwecji
- Wilhelm Bernadotte (1884–1965)
- Eryk Bernadotte (1889–1918)